# Susanna Thompson

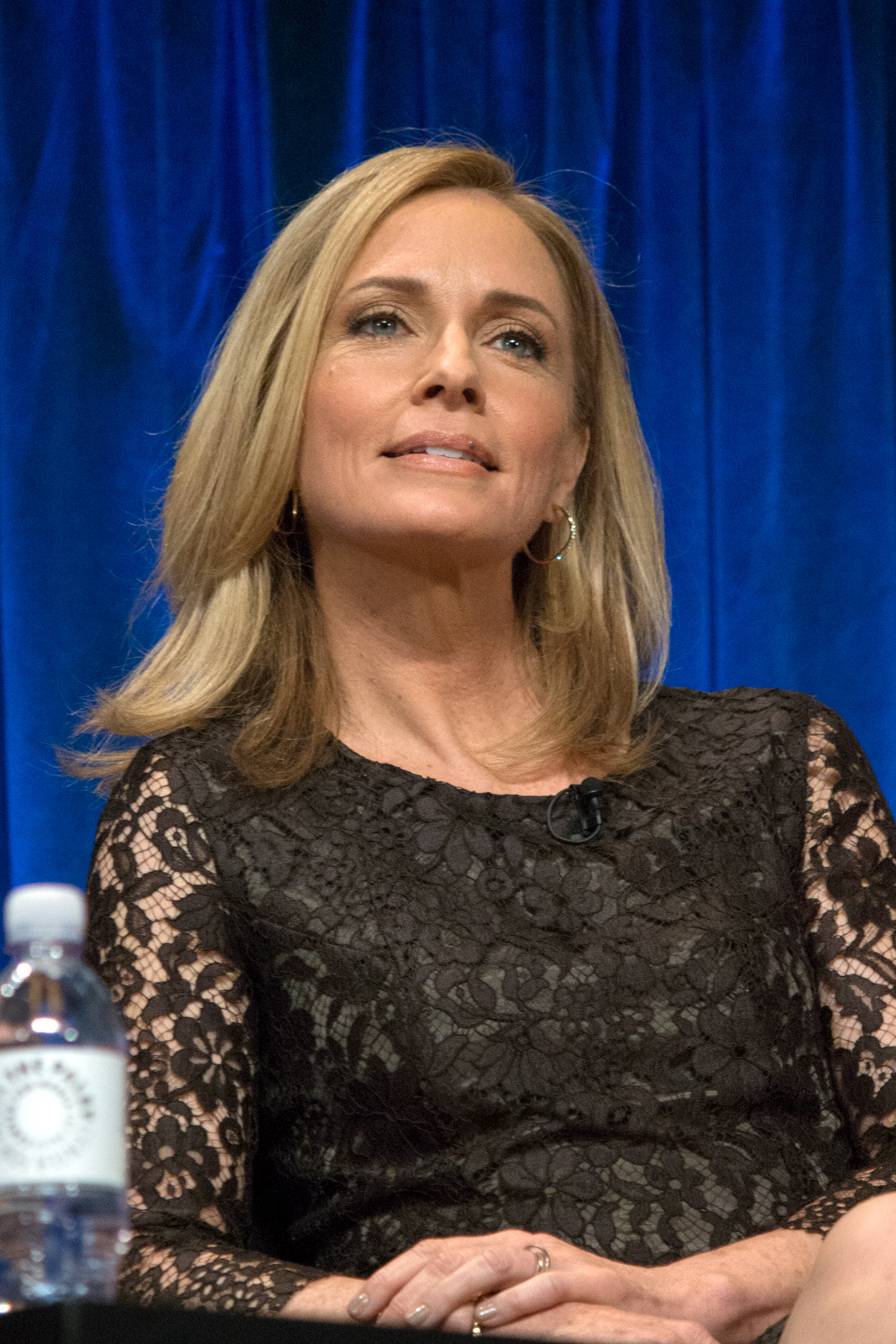
Susanna Thompson 2013

Susanna Thompson (27 de janeiro de 1958) é uma atriz estadunidense de televisão, teatro e cinema. Ela é conhecida por seus papéis nos filmes pequenos gigantes, Fantasmas do Passado e O Mistério da Libelula. Recentemente, tinha um papel na série televisiva Arrow.

## Filmografia
| Ano       | Título                                               | Papel                     | Notas                    |
| --------- | ---------------------------------------------------- | ------------------------- | ------------------------ |
| 1991      | Silk Stalkings                                       | ADA Susan Harner          | "Pilot"                  |
| 1992      | Woman Scorned: The Betty Broderick Story             | Recepcionista             | Filme para TV            |
| 1992      | Calendar Girl, Cop, Killer? The Bambi Bembenek Story | Christine                 | Filme para TV            |
| 1992      | Civil Wars                                           | Susan Phelan              |                          |
| 1992      | Star Trek: The Next Generation                       | Varel                     | "The Next Phase"         |
| 1993      | Star Trek: The Next Generation                       | Inmate Jaya               | "Frame of Mind"          |
| 1993      | Ambush in Waco: In the Line of Duty                  | Meg                       | Filme para TV            |
| 1993      | Bodies of Evidence                                   | Elizabeth McCarty         |                          |
| 1993      | The X-Files                                          | Michelle Generoo          | "Space"                  |
| 1993      | Slaughter of the Innocents                           | Connie Collins            |                          |
| 1994      | In the Line of Duty: The Price of Vengeance          |                           | Filme para TV            |
| 1994      | L.A. Law                                             | Susan Allner              |                          |
| 1994      | MacShayne: The Final Roll of the Dice                | Janet                     | Filme para TV            |
| 1994      | Alien Nation: Dark Horizon                           | Lorraine Clark            | Filme para TV            |
| 1994      | A Promise Kept: The Oksana Baiul Story               | Marina Baiul              | Filme para TV            |
| 1994      | When a Man Loves a Woman                             | Janet                     |                          |
| 1994      | Little Giants                                        | Patty Floyd               |                          |
| 1995      | NYPD Blue                                            | Joyce Novak               |                          |
| 1995      | Star Trek: Deep Space Nine                           | Dr. Lenara Kahn           |                          |
| 1995      | Dr. Quinn, Medicine Woman                            | Anna Marie Sheehan        | "Fifi's First Christmas" |
| 1996      | America's Dream                                      | Beth Ann                  | Filme para TV            |
| 1996      | Bermuda Triangle                                     | Grace                     | Filme para TV            |
| 1996      | Ghosts of Mississippi                                | Peggy Lloyd               |                          |
| 1997      | Roar                                                 | Gweneth                   | Série de TV              |
| 1997      | In the Line of Duty: Blaze of Glory                  | Sylvia Whitmire           | Filme para TV            |
| 1998      | The Lake                                             | Denise Hydecker           | Filme para TV            |
| 1998      | Prey                                                 | Jane Daniels              | Série de TV              |
| 1998      | Players                                              | Jean Cameron              |                          |
| 1998      | Michael Hayes                                        | Mrs. Boland               |                          |
| 1999      | The Caseys                                           |                           | Filme para TV            |
| 1999      | Random Hearts                                        | Peyton Van Deck Broeck    |                          |
| 1999      | Chicago Hope                                         | Francesca                 |                          |
| 1999-2000 | Star Trek: Voyager                                   | Borg Queen                | 4 episódios              |
| 1999-2002 | Once and Again                                       | Karen Sammler             | Papel principal          |
| 2000      | High Noon                                            | Amy Kane                  | Filme para TV            |
| 2002      | The Twilight Zone                                    | Annie MacIntosh           | "Upgrade"                |
| 2002      | Dragonfly                                            | Emily Darrow              |                          |
| 2003      | Law & Order: Special Victims Unit                    | Dr. Greta Heints          | "Mother"                 |
| 2003-2004 | Still Life                                           | Charlotte Morgan          | 5 episódios              |
| 2005      | Medical Investigation                                | Dr. Kate Ewing            | 3 episódios              |
| 2005      | Jake in Progress                                     | Emma Taylor               | "Harpy Birthday"         |
| 2005      | The Ballad of Jack and Rose                          | Miriam Rance              |                          |
| 2005      | Hello                                                | Rory                      |                          |
| 2006      | The Book of Daniel                                   | Judith Webster            | 8 episódios              |
| 2006      | Law & Order: Special Victims Unit                    | Janice Cooper             | "Killer"                 |
| 2006      | Without a Trace                                      | Cynthia Neuwirth          | "Win Today"              |
| 2006-2007 | NCIS                                                 | Army Lt. Col. Hollis Mann | 6 episódios              |
| 2007      | The Gathering                                        | Elaine Tanner             | Minissérie de TV         |
| 2007      | American Pastime                                     | Shirley Burrell           |                          |
| 2009      | Kings                                                | Queen Rose Benjamin       | 12 episódios             |
| 2010      | Cold Case                                            | Diane Yates               | 3 episódios              |
| 2012      | Unbanded                                             | Jamie                     |                          |
| 2012-2013 | Arrow                                                | Moira Queen               | Elenco principal.        |
| 2016-2017 | Timeless                                             | Carolyn Preston           | Elenco recorrente.       |
|           | Green Arrow                                          | Moira Queen               | fictício                 |